# República de Altái
La república de Altái (en altái: Алтай Республика, en ruso: Республика Алтай) es una de las veinticuatro repúblicas que, junto con los cuarenta y siete óblast, nueve krais, cuatro distritos autónomos y dos ciudades federales, conforman los ochenta y nueve sujetos federales de Rusia. Su capital es Gorno-Altaisk. Está ubicada en el distrito de Siberia, limitando al norte con Kémerovo y Jakasia, al este con Tuvá, al sureste con Mongolia, al sur con China, al suroeste con Kazajistán y al noroeste con el Krai de Altái.
Se encuentra en la zona sur del país, y tiene fronteras internacionales con Mongolia, China y Kazajistán. Tiene una extensión de 92 600 km². Más del 87 % de su población es de etnia altái o rusa. Alberga los ríos Katún y Biya, así como el lago Telétskoye. Su economía es mayoritariamente agrícola, con un significativo sector turístico en desarrollo.

## Historia
La república de Altái se creó el 1 de junio de 1922 como el óblast autónomo de Oyrot (Ойротская автономная область), que conformaba el krai de Altái. El nombre original de esta región fue Bazla. El 7 de enero de 1948 pasó a llamarse de óblast Autónomo de Gorno-Altái (Горно-Алтайская автономная область). En 1991 se reorganizó como la de república socialista soviética autónoma de Gorno-Altái. En 1992 se le nombró república de Altái.

## Geografía
Su territorio ocupa una superficie de 92 600 km². Limita al norte con el óblast de Kémerovo, al noreste con la república de Jakasia, al este con la república de Tuvá, al sureste con Mongolia (provincia de Bayan-Ölgiy), al sur con China (región autónoma de Sinkiang), al suroeste con Kazajistán (provincia de Kazajistán Oriental), y al noroeste con el krai de Altái.

### Hidrografía
Sus mayores ríos son el Katún y el Biya, que se originan ambos en las montañas y fluyen hacia el norte. Su conjunción crea el río Obi, el mayor de Siberia, que desemboca en el mar de Kara, que forma parte del océano Ártico. En la región se encuentra asimismo el lago Telétskoye (Озеро Телецкое), incluido en la lista del Patrimonio de la Humanidad de la Unesco desde 1998. El lago tiene una profundidad máxima de 325 m y es uno de los veinticinco lagos más profundos del mundo.

## Puertos de montaña
Enlistaremos los principales pasos de montaña de una de las regiones de más belleza natural del mundo. Al situarse en la sección norte de las montañas de Altái, la segunda cordillera más elevada y extensa de Rusia tras el Cáucaso, los pasos son en cierta medida elevados, y de transitibilidad sólo en coches 4x4 en muchos de los casos, al disponer la región pocas carreteras, siendo más común los caminos.
Notar que hay unos pocos pasos de montaña que sobrepasan ligeramente los 3000 metros pero se desconocen sus nombres.
La accesibilidad se limita a los meses de verano debido a la elevada altitud, que origina un panorama nevado en la mayoría de los meses del año. Y en temporada estival son intransitables si están mojados por la lluvia y por los cruces de agua/zonas pantanosas en el caso de los caminos.
Para la búsqueda se ha empleado mapas cartográficos, mapas online y foros de internet.
Los puertos de montaña están geolocalizados, ordenados de mayor a menor altitud, y con la altitud aproximada por métodos de satélite.
| Nombre                                    | Carretera | Pavimentado | Fronterizo       | Altitud(m) | Famosas serpentinas de Pereval Katu-Yarik |
| ----------------------------------------- | --------- | ----------- | ---------------- | ---------- | ----------------------------------------- |
| перевал Kalgutyskiy                       |           | No          |                  | 3090       | Famosas serpentinas de Pereval Katu-Yarik |
| перевал Teply Klyuch                      |           | No          |                  | 2910       | Famosas serpentinas de Pereval Katu-Yarik |
| перевал Karegem                           |           | No          |                  | 2870       | Famosas serpentinas de Pereval Katu-Yarik |
| перевал Bogomuyus                         |           | No          |                  | 2835       | Famosas serpentinas de Pereval Katu-Yarik |
| перевал Akkol                             |           | No          |                  | 2760       | Famosas serpentinas de Pereval Katu-Yarik |
| перевал Askhatty                          |           | No          |                  | 2755       | Famosas serpentinas de Pereval Katu-Yarik |
| перевал Baibak                            |           | No          |                  | 2695       | Famosas serpentinas de Pereval Katu-Yarik |
| Ulan-Daba                                 |           | No          | Rusia/Mongolia   | 2695       | Famosas serpentinas de Pereval Katu-Yarik |
| перевал Buguzun                           |           | No          |                  | 2600       | Famosas serpentinas de Pereval Katu-Yarik |
| перевал Ukon                              |           | No          | Rusia/Kazajistán | 2519       | Famosas serpentinas de Pereval Katu-Yarik |
| перевал Durbet-Daba                       | P-256     | Si          | Rusia/Mongolia   | 2485       | Famosas serpentinas de Pereval Katu-Yarik |
| перевал Zhymaly                           |           | No          |                  | 2476       | Famosas serpentinas de Pereval Katu-Yarik |
| перевал Karsulu                           |           | No          |                  | 2430       | Famosas serpentinas de Pereval Katu-Yarik |
| перевал Azhu/перевал Yazulinskiy/Ole Pass |           | No          |                  | 2190       | Famosas serpentinas de Pereval Katu-Yarik |
| перевал Achik                             |           | No          |                  | 2120       | Famosas serpentinas de Pereval Katu-Yarik |
| перевал Bagatash                          |           | No          |                  | 2113       | Famosas serpentinas de Pereval Katu-Yarik |
| перевал Sozontú                           |           | No          |                  | 2110       | Famosas serpentinas de Pereval Katu-Yarik |
| перевал Ulaganskiy                        |           | No          |                  | 2080       | Famosas serpentinas de Pereval Katu-Yarik |
| перевал Kayanchinskiy                     |           | No          |                  | 1844       | Famosas serpentinas de Pereval Katu-Yarik |
| перевал Sagany                            |           | No          |                  | 1824       | Famosas serpentinas de Pereval Katu-Yarik |
| перевал Seminskiy                         | P-256     | Si          |                  | 1720       | Famosas serpentinas de Pereval Katu-Yarik |
| перевал Azhu                              |           | No          |                  | 1725       | Famosas serpentinas de Pereval Katu-Yarik |
| перевал Karagayskiy                       | A-9       | No          |                  | 1670       | Famosas serpentinas de Pereval Katu-Yarik |
| перевал Kaytanakskiy                      |           | No          |                  | 1630       | Famosas serpentinas de Pereval Katu-Yarik |
| перевал Tumoinak                          |           | No          |                  | 1620       | Famosas serpentinas de Pereval Katu-Yarik |
| перевал Oroktoyskiy                       |           | No          |                  | 1603       | Famosas serpentinas de Pereval Katu-Yarik |
| перевал Kurayskiy                         | P-256     | Si          |                  | 1600       | Famosas serpentinas de Pereval Katu-Yarik |
| перевал Eki-koby                          |           | No          |                  | 1589       | Famosas serpentinas de Pereval Katu-Yarik |
| перевал Kuzuyak                           |           | No          |                  | 1513       | Famosas serpentinas de Pereval Katu-Yarik |
| перевал Keleyskiy                         |           | No          |                  | 1500       | Famosas serpentinas de Pereval Katu-Yarik |
| перевал Yaboganskiy                       | P-373     | No          |                  | 1480       | Famosas serpentinas de Pereval Katu-Yarik |
| перевал Kyrlykskiy                        | P-373     | No          |                  | 1460       | Famosas serpentinas de Pereval Katu-Yarik |
| перевал Chakyrskiy                        |           | No          |                  | 1450       | Famosas serpentinas de Pereval Katu-Yarik |
| перевал Chike-Taman                       | P-256     | Si          |                  | 1280       | Famosas serpentinas de Pereval Katu-Yarik |
| перевал Kukuya                            |           | No          |                  | 1257       | Famosas serpentinas de Pereval Katu-Yarik |
| перевал Kasnaskiy                         |           | No          |                  | 1250       | Famosas serpentinas de Pereval Katu-Yarik |
| перевал Katu-Yarik                        |           | No          |                  | 1190       | Famosas serpentinas de Pereval Katu-Yarik |
| перевал Chegonskiy                        |           | No          |                  | 1120       | Famosas serpentinas de Pereval Katu-Yarik |
| перевал Gromotukha                        | P-373     | No          |                  | 1040       | Famosas serpentinas de Pereval Katu-Yarik |

## Demografía
La República de Altai es una de las repúblicas étnicas de Rusia y representa principalmente al pueblo indígena de Altai , un grupo étnico turco que forma el 37% de la población de la república, mientras que los rusos étnicos forman una mayoría con un 54% en 2021. Otras poblaciones minoritarias incluyen a los kazajos, otras etnias de Asia Central y los alemanes. Los idiomas oficiales de la República de Altai son el ruso y el Altai. El kazajo es oficial en las zonas de asentamiento compacto de sus hablantes.

## Economía
La república de Altái es una región altamente agrícola. También alberga una industria de productos alimenticios, metalurgia no ferrosos, productos químicos, extracción aurífera, calzado, producción lechera y madera. El turismo es un sector económico de creciente importancia, y han aparecido varios nuevos hoteles y resorts destinados a los "nuevos rusos".

## Divisiones administrativas
- Ciudad estatal: Gorno-Altaisk (Горно-Алтайск)
- Distritos: 
  - Chemalski (Чемальский), con 7 selsovets
  - Choiski (Чойский), con 7 selsovets
  - Kosh-Agachski (Кош-Агачский), con 12 selsovets
  - Maiminski (Майминский), con 7 selsovets
  - Ongudaiski (Онгудайский), con 10 selsovets
  - Shebalinski (Шебалинский), con 11 selsovets
  - Turochakski (Турочакский), con 9 selsovets
  - Ulaganski (Улаганский), con 7 selsovets
  - Ust-Kanski (Усть-Канский), con 11 selsovets
  - Ust-Koksinski (Усть-Коксинский), con 9 selsovets